# Kirill Vlagyimirovics Romanov orosz nagyherceg
Kirill Vlagyimirovics orosz nagyherceg (oroszul: Великий Князь Кири́лл Влади́мирович Романов; Carszkoje Szelo, 1876. szeptember 30./október 12. – Neuilly-sur-Seine, 1938. október 12.) orosz nagyherceg, az Orosz Cári Haditengerészet tisztje, száműzték Oroszországból engedély nélküli házassága miatt, 1924–1938 között Oroszország címzetes cárja.

## Élete

### Származása és ifjúkora
Kirill Vlagyimirovics nagyherceg 1876-ban látta meg a napvilágot Vlagyimir Alekszandrovics nagyherceg és Mária Alexandrina mecklenburg–schwerini hercegnő második fiaként. Bátyja, Alekszandr Vlagyimirovics kétévesen meghalt 1877-ben, ilyenformán Kirill Vlagyimirovics lett a család legidősebb gyermeke. Szülei az Oroszországban szokatlan németbarátságukról voltak ismertek, ennek ellenére a kor divatjának megfelelően angol dadát tartottak.
A nagyherceget becsvágyó szülei gyermekkorától fogva tengerészeti pályára szánták. Katonai kiképzése ennek ellenére csak viszonylag későn – a nagyherceg tizenötödik születésnapja után – kezdődött meg. Eleinte tisztek és nevelők készítették fel otthon a tengerészélet nehézségeire, majd ténylegesen is a haditengerészet szolgálatába állt. Az orosz–japán háború kitörését követően nagybátyja, Alekszej Alekszandrovics nagyherceg a Petropavlovszk hajóra osztotta be Sztyepan Oszipovics Makarov admirális vezénylete alá. A Petropavloszkot Port Arthur kikötőjébe küldték, ahol a hajó 1904. április 13-án tengeri aknára futott. A robbanás megölte Makarovot és vezérkarát, azonban Kirill Vlagyimirovics szerencsésen megmenekült, noha súlyos égési sérüléseket szerzett.

### Házassága és gyermekei
Kirill nagyherceg 1896-ban II. Miklós cár koronázásán szeretett bele elsőfokú unokatestvérébe, Viktória Melitta edinburgh-i és szász–coburg–gothai hercegnőbe. Viktória Melitta Marija Alekszandrovna nagyhercegnő leányaként született, majd a család nyomására nőül ment Alekszandra Fjodorovna cárné fivéréhez, Ernő Lajos hesseni nagyherceghez. 1896-os találkozásukkor Viktória Melitta kapcsolata férjével már zátonyra futott, végül a hercegnő 1901-ben elvált férjétől és lemondott leányáról, Erzsébet hercegnőről. A nagyherceg és Viktória Melitta viszonyt kezdtek, miközben Kirill Vlagyimirovics házassági kérelmet nyújtott be II. Miklós cárhoz. Az ortodox egyház ellenben tiltja a rokonok közti házasodást, így az uralkodó rendre elutasította unokatestvére indítványait.
Viktória Melitta és Kirill Vlagyimirovics viszonyát egyébként egyikük családja sem nézte jó szemmel. A nagyherceg édesanyja, Marija Pavlovna mindent elkövetett annak érdekében, hogy fia számára megfelelő feleséget találjon, terveit azonban maga Kirill Vlagyimirovics húzta keresztül, amikor 1905. október 8-án a bajorországi Tegernsee-ben titokban feleségül vette Viktória Melittát. A lépés óriási botrányt kavart mindkét fél családja részéről, súlyos következményeket azonban mégis az orosz részről váltott ki. II. Miklós cár, a család támogatását tudva maga mögött, megfosztotta rangjától és jövedelmeitől unokatestvérét, és száműzte őt Oroszországból.

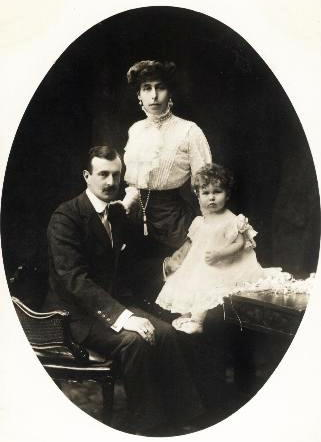
Kirill Vlagyimirovics nagyherceg, Viktória Melitta hercegnő és Marija Kirillovna

Kirill Vlagyimirovics és neje Marija Alekszandrovna nagyhercegnő Coburg közelében fekvő birtokainak egyikén leltek menedékre. Három gyermekük közül kettő itt jött világra:
- Marija Kirillovna hercegnő (1907–1951), házassága révén Leiningen címzetes hercegnéje
- Kira Kirillovna hercegnő (1909–1967), házassága révén Poroszország címzetes királynéja és Németország címzetes császárnéja
- Vlagyimir Kirillovics herceg (1917–1992), Oroszország címzetes cárja.

II. Miklós cár Vlagyimir Alekszandrovics és Marija Pavlovna folyamatos kérlelésére megenyhült. 1908-ban megengedte Kirill Vlagyimirovicsnak, hogy részt vegyen Alekszej Alekszandrovics nagyherceg temetésén. 1909-ben, édesapja halála miatt Kirill nagyherceg az orosz trónöröklési sorrend harmadik helyére kúszott fel Alekszej Nyikolajevics cárevics és Mihail Alekszandrovics nagyherceg mögött. Ez is közrejátszott abban, hogy 1909. április 4-én  a nagyherceg és családja visszatérhetett a száműzetésből. Viktória Melitta orosz nagyhercegnéi rangot kapott, Kirill Vlagyimirovics pedig visszaszerezte korábbi pozícióit a hadseregben. Az Oleg nevű cirkáló parancsnokává nevezték ki, három év múlva mégis visszavonult a katonaságtól, mert „1905 óta félt a tengertől”.

### A forradalom
Az első világháború kitörésekor a nagyherceg ismét csatlakozott a sereghez és aktív frontszolgálatot teljesített, de 1917-ben a forradalmi megmozdulások okán visszatért Oroszországba. Nagybátyjával, Pavel Alekszandrovics nagyherceggel az alkotmányos monarchia bevezetését javasolta II. Miklós cárnak, de mikor februárban kitört az uralkodó lemondásához vezető felkelés, a nagyherceg és felesége a forradalom pártját fogta. Egyes források tanúskodása szerint katonái élén kivonult a lázongó Petrográd utcáira, így támogatva a felkelőket.
A bolsevikok hatalomra kerülését ellenben mind Kirill Vlagyimirovics, mind felesége megrémülten vették tudomásul, és Finnországba menekültek. A februári forradalom alatt tanúsított viselkedésük mentette meg őket attól, hogy a legtöbb családtaghoz hasonlóan őrizetbe vegyék, majd kivégezzék őket. Az orosz polgárháború idején a nagyherceg és a szintén orosz területen tartózkodó édesanyja egyaránt a monarchia helyreállításán fáradoztak. A szovjet kormány megerősödésével helyzetük tarthatatlanná vált, így a nagyherceg és családja valamikor az 1920-as év végén kénytelen volt előbb Svájcba, végül Franciaországba emigrálni.

### Száműzetésben
A cári család életben maradt tagjai közül többen francia földön kerestek menedéket. Kirill Vlagyimirovics számított a Romanov-ház fejének, miután a bolsevikok kivégezték mind II. Miklós cárt és fiát, mind a cár egyetlen életben maradt öccsét, Mihail Alekszandrovics nagyherceget. 1922. augusztus 8-án Kirill nagyherceg az orosz trón helytartójának kiáltotta ki önmagát. Két évvel később, 1924. augusztus 31-én I. Kirill orosz cár néven a nagyherceg „minden oroszok cárjának és uralkodójának” nyilvánította magát. A nagyherceg a cári időkben lefektetett trónöröklési törvényre alapozta a trón iránti igényét, hiszen ő számított a trónöröklési sorrend első tagjának. Aktív politikai szereplésre elsősorban tevékeny felesége buzdította, aki maga is részt vett a francia társasági életben.

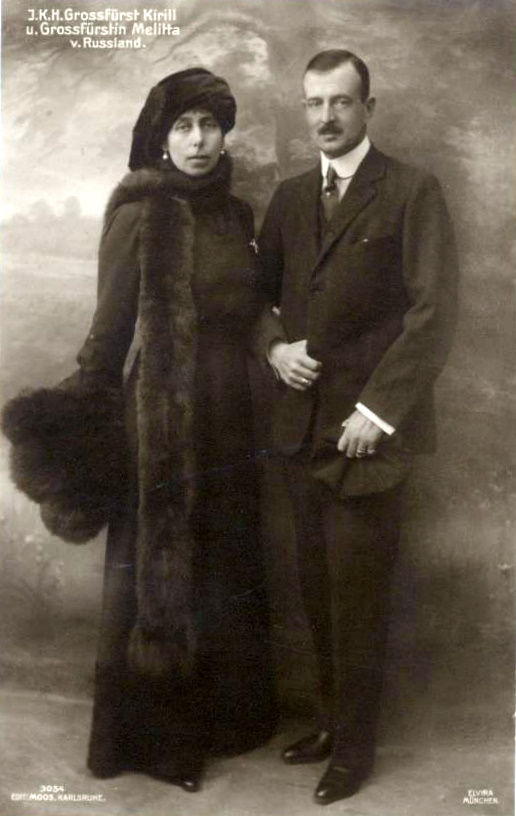
Az idős Kirill Vlagyimirovics nagyherceg és felesége, Viktorija Fjodorovna nagyhercegné

Igényét azonban az orosz emigránsok csak azon része fogadta és ismerte el, akik „legitimistának” tartották magukat. Mások több okra hivatkozva utasították el Kirill Vlagyimirovics „cárságát”. Többekben kételyek merültek fel a nagyherceg és neje viselkedését illetően a cári rendszer megdöntéséhez vezető februári forradalom alatt; ezenfelül még több okot is fel szoktak hozni Kirill nagyherceg ellen. A leggyakoribban emlegetett indok az volt, hogy a nagyherceg cári engedély nélküli házasságkötése, majd száműzetése megfosztotta őt a tróntól való jogától; azonban a nagyherceget maga II. Miklós cár helyezte vissza rangjába még 1909-ben. Egy másik, főként vallási vonatkozáson alapuló érv szerint Kirill Vlagyimirovics egyrészt azért nem lehetett orosz uralkodó, mert születésekor édesanyja nem volt ortodox keresztény, valamint felesége sem tért át az ortodox vallásra házasságkötésük előtt. Ezek az indokok azon alapulnak, hogy a törvények szerint az orosz cárnak orosz ortodox anyától kell származnia, ezzel szemben Marija Pavlovna nagyhercegné csak 1910-ben tért át az ortodox vallásra, azelőtt a cári család kivételezettjeként megtarthatta lutheránus hitét. Viktória Melitta szintén lutheránusként ment nőül Kirill nagyherceghez, csak második gyermekük világra jöttét megelőzően keresztelkedett át. Főként ezekre az indokokra támaszkodva választotta meg 1922. július 23-án a Zemszkij Szobor orosz cárnak ifjabb Nyikolaj Nyikolajevics nagyherceget, noha maga a nagyherceg nem tartott igényt az orosz uralkodói címre. Nyikolaj Nyikolajevics egyébként 1929-ben, gyermektelenül halt meg.
Szintén ellenezte Kirill Vlagyimirovics igényeit Marija Fjodorovna anyacárné, a néhai II. Miklós édesanyja, akinek véleménye rendkívül sokat nyomott a latban az orosz emigránsok számára. Az anyacárné nem hitt fia és unokái halálában, bízott abban, hogy életben maradtak; ily módon őket tekintette Oroszország jogos urainak. Mikor 1928-ban elhunyt az anyacárné, Kirill Vlagyimirovics helyzete némileg megerősödött. A nagyherceg saját gyermekeit – akik III. Sándor cár törvénye értelmében csak hercegi címet viselhettek – nagyhercegi rangra emelte; emellett több más, nem uralkodóházból származó, főként beházasodott családtagot emelt Romanovszkij hercegi címre, például Matyilda Felikszovna Kseszinszkaját, Nyikolaj Konsztantyinovics nagyherceg morganatikus házasságából született Alekszandr Nyikolajevics Iszkander gróf nevű fiát, Pavel Alekszandrovics nagyherceg szintén morganatikus frigyéből származó Irina Pavlovna Palej hercegnő nevű leányát és Dmitrij Pavlovics nagyherceg feleségét. A nagyherceg egyfelől ezzel kívánt támogatókat szerezni magának, másfelől viszont csak egy bevett családi hagyományt elevenített fel, melyet Marija Nyikolajevna nagyhercegnő házassága indított el.
Kirill Vlagyimirovics nagyherceg két évvel felesége eltávozását követően, 1938. október 12-én hunyt el hatvankét éves korában. A nagyherceget Viktória Melitta oldalára temették el Coburgban, felesége családjának egykori birtokán. A Szovjetunió bukása után, 1995. március 7-én a nagyherceget és nejét újratemették a szentpétervári Péter-Pál-székesegyházban, a cári család hagyományos temetkezési helyén. Kirill Vlagyimirovics örökébe Oroszország de jure cárjaként egyetlen fia, Vlagyimir Kirillovics lépett.

## Külső hivatkozások
- Képek, érdekességek Archiválva 2009. március 2-i dátummal a Wayback Machine-ben (angolul)
- Életrajza (oroszul)
- Niederhauser, Emil: Romanov-utódlás
- The Russian Succession (angolul)